# Lawrence Hargrave
Lawrence Hargrave, MRAeS, (29 de enero de 1850 - 6 de julio de 1915) fue un ingeniero, explorador, astrónomo, inventor y pionero aeronáutico australiano.

## Biografía
Hargrave nació en Greenwich, Inglaterra. Era el segundo hijo de John Fletcher Hargrave (más tarde fiscal general de Nueva Gales del Sur), y fue educado en la escuela primaria de la reina Isabel en Kirkby Lonsdale, Westmorland, donde ahora existe un edificio nombrado en su honor. Emigró a Australia con su familia, llegando a Sídney el 5 de noviembre de 1865 en el buque La Hogue. Aceptó un puesto en el paquebote Ellesmere y circunnavegó Australia. A pesar de que había demostrado habilidad matemática en su escuela de Inglaterra, no superó el examen de matriculación y en 1867 realizó un aprendizaje de ingeniería con la Australasian Steam Navigation Company en Sídney. Más adelante encontró la experiencia de gran utilidad en la construcción de sus modelos.
En 1872, ya como ingeniero, navegó en el Maria en un viaje a Nueva Guinea, pero el barco naufragó. En 1875, volvió a navegar como ingeniero en la expedición de William John Macleay al Golfo de Papúa. Desde octubre de 1875 hasta enero de 1876, estuvo explorando la zona interior en el entorno de Puerto Moresby a las órdenes de Octavius Stone, y en abril de 1876 realizó otra expedición con Luigi D'Albertis, recorriendo más de 400 millas hasta el río Fly en la embarcación SS Ellengowan. En 1877, estaba inspeccionando la industria perlífera en desarrollo para Parbury Lamb and Co. Regresó a Sídney, y se incorporó a la Real Sociedad de Nueva Gales del Sur en 1877, y en 1878 se convirtió en observador astronómico asistente en el Observatorio de Sídney. Ocupó este cargo durante unos cinco años, retirándose en 1883 sin logros especialmente destacables. Dedicó el resto de su vida al trabajo de investigación en aeronáutica.
Hargrave pertenecía a la masonería.

## Aeronáutica

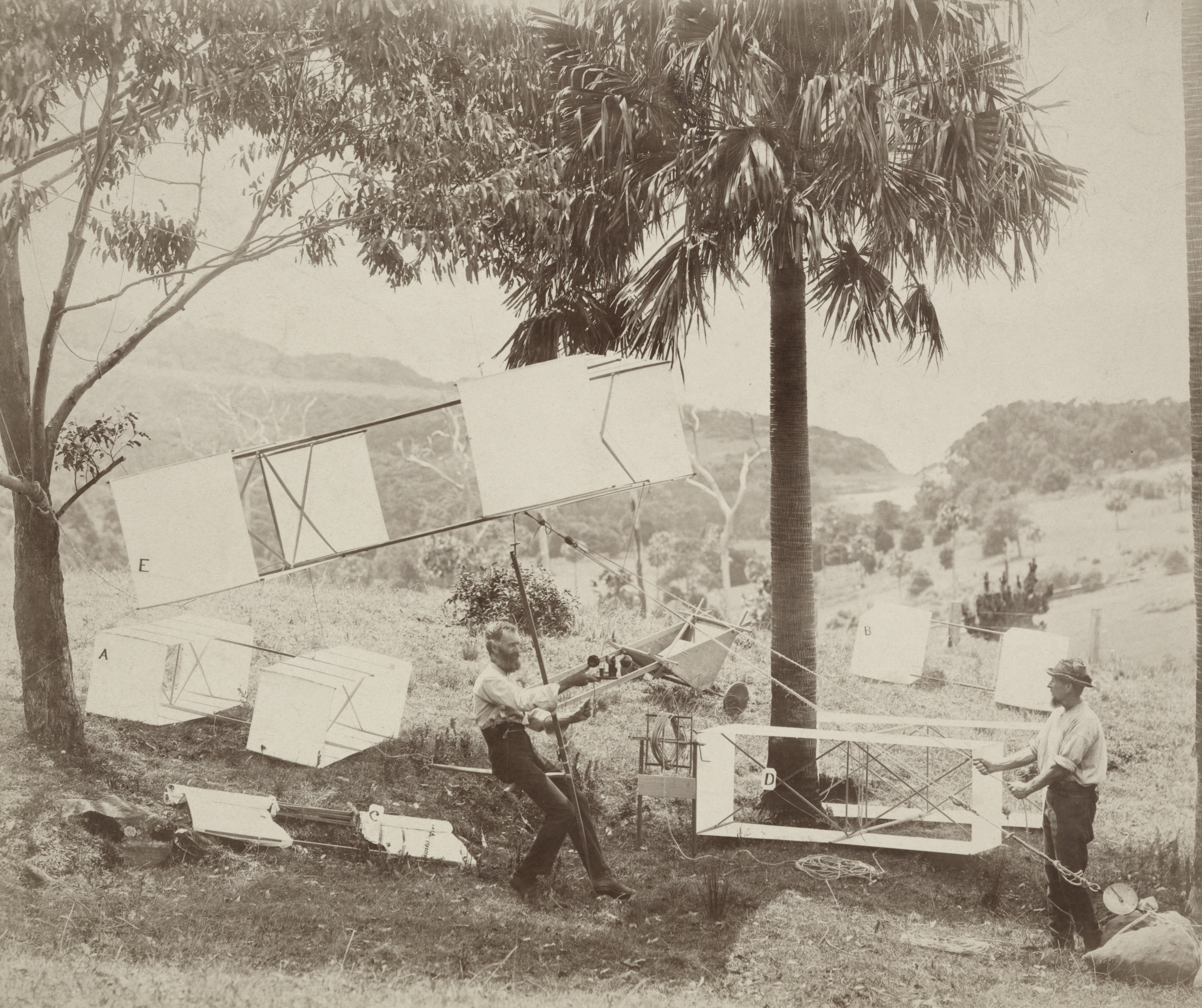
Hargrave (sentado) y Swain muestran en la imagen las cometas de caja (rotuladas A, B, D y E), el asiento suspendido de la eslinga y el muelle de equilibrio, en el parque situado detrás de la playa de Stanwell Park (noviembre de 1894)

Hargrave había estado interesado en experimentos de todo tipo desde una edad temprana, particularmente los relacionados con los aviones. Cuando su padre murió en 1885, y Hargrave recibió su herencia, renunció al observatorio para concentrarse en la investigación a tiempo completo, y durante una temporada prestó especial atención al vuelo de las aves. Eligió vivir y experimentar con sus máquinas voladoras en el parque de Stanwell, un lugar que ofrece excelentes condiciones de viento, y que en la actualidad se ha convertido en el lugar más famoso para el ala delta y el parapente en Australia.
En su carrera, Hargrave inventó muchos dispositivos, pero nunca solicitó una patente para ninguno de ellos. Necesitaba el dinero, pero era un apasionado de la comunicación científica como una clave para lograr el progreso. Como escribió en 1893:

Los trabajadores deben descartar la idea [de que] manteniendo los resultados de sus labores para sí mismos [,] les será asegurada una fortuna. Los derechos de patente son mucho dinero desperdiciado. La máquina voladora del futuro no nacerá en toda regla y será capaz de un vuelo de más de 1000 millas. Como todo lo demás, debe evolucionar gradualmente. La primera dificultad es conseguir algo que vuele. Cuando se haga esto, se debe publicar una descripción completa como una ayuda para otros. La excelencia en el diseño y la mano de obra siempre desafiarán la competencia.

Entre otros muchos, tres de los inventos de Hargrave fueron particularmente significativos:
- Estudio de perfiles aerodinámicos curvados, particularmente diseños con un borde de ataque más grueso.
- La cometa caja (1893), que mejoró en gran medida la relación de elevación y arrastre de los primeros planeadores.
- Su trabajo en el motor rotativo, que impulsó muchos de los primeros aviones hasta aproximadamente 1920.

Realizó innumerables experimentos y numerosos modelos, y comunicó sus conclusiones en una serie de documentos a la Royal Society de Nueva Gales del Sur. Dos documentos que se encontraron en el volumen de 1885 de su Diario y Actas muestran el progreso de sus proyectos. Otros documentos importantes se encontraron en los volúmenes de 1893 y 1895, que informaban sobre sus experimentos con motores para máquinas voladoras y cometas celulares.

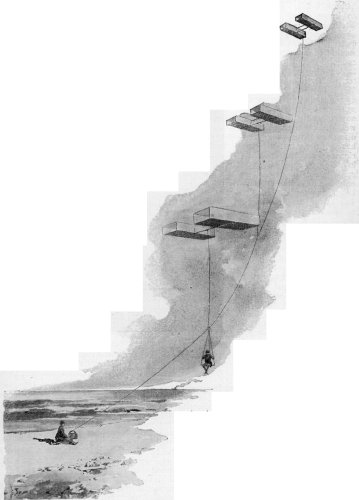
Hargrave se levantó 5 metros del suelo izado por un tren de sus cometas de caja.

Su primer logro importante consistió en elevarse con éxito izado por un tren de cuatro de sus cometas en Stanwell Park Beach, el 12 de noviembre de 1894. Ayudado por James Swain, el cuidador de su propiedad, el cable que sujetaba las cometas se sujetó a una balanza de muelle contrapesada por dos bolsas de arena (véase la imagen). Hargrave llevaba consigo un anemómetro y un clinómetro para medir la velocidad del viento y el ángulo de la cometa. Ascendió 5 metros con una velocidad del viento de 33 km/h. Este experimento fue ampliamente divulgado y estableció las cometas de caja como soportes aerodinámicamente estables. Hargrave afirmó que:

"Los pasos parciales alcanzados son la demostración de que un hombre puede fabricar, transportar y hacer volar un aparato extremadamente simple, y que un medio seguro de realizar una ascensión con una máquina voladora, o de intentar lo mismo sin ningún riesgo de accidente, y descender, está ahora al servicio de cualquier experimentador que desee utilizarlo".

Este informe llegó a Abbott Lawrence Rotch, del observatorio meteorológico de la Universidad de Harvard, quien construyó una cometa a partir de los detalles mostrados en la revista Engineering. La oficina meteorológica de los Estados Unidos adoptó una modificación de este diseño y se generalizó el uso de cometas de caja en los observaciones meteorológicas. El principio se aplicó a los planeadores, y en octubre de 1906 Alberto Santos Dumont usó el mismo principio en su avión para hacer su primer vuelo. Hasta 1909, el avión con alas similares a cometas de caja era el tipo habitual en Europa.
Hargrave no se limitó al problema de construir una máquina voladora más pesada que el aire, y dedicó mucho tiempo a desarrollar un medio de propulsión adecuado. En 1889 inventó un motor rotativo, pero tuvo tan poco eco que su principio tuvo que ser redescubierto de nuevo por los hermanos Seguin en 1908. Este tipo de motor fue muy utilizado en los primeros tiempos de la aviación, hasta que fue superado por invenciones posteriores. Su desarrollo del motor rotativo se vio frustrado por el peso de los materiales y por la baja calidad del mecanizado disponible por entonces, y no fue capaz de obtener la potencia suficiente de sus motores para poder construir una máquina de vuelo autopropulsada.

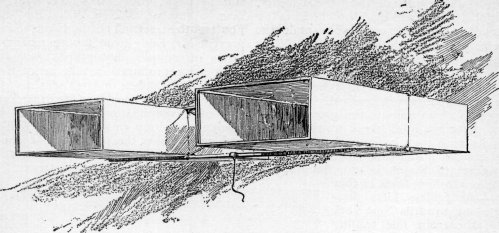
La cometa de caja de Hargrave. Utilizando un tren de cometas de este tipo fue capaz de elevarse 5 m desde el suelo el 12 de noviembre de 1894.

El trabajo de Hargrave inspiró a Alexander Graham Bell el comienzo de sus propios experimentos con una serie de diseños de cometa tetraédrica. Aun así, aunque muchos otros pioneros del vuelo asimilaron sus iniciativas, no fue suficientemente apreciado durante su vida. Sus modelos se ofrecieron al premier de Nueva Gales del Sur como regalo de estado, y generalmente se piensa de forma incorrecta que la oferta no fue aceptada. No está claro qué pasó realmente, pero parece que se produjo un retraso en aceptar los modelos, y mientras tanto se donaron a unos profesores alemanes de visita en Australia, que se los entregaron al museo de Múnich. También realizó experimentos con un hidroala, con la aplicación del principio giroscópico a un "coche de una rueda", y con barcos dotados de propulsión ondulatoria.
Su único hijo, Geoffrey, murió en la batalla de Galípoli en mayo de 1915 durante la Primera Guerra Mundial. Hargrave fue operado de apendicitis, pero se complicó en una peritonitis y falleció en julio de 1915. Está enterrado en el Cementerio Waverley, situado sobre unos acantilados que dominan el mar abierto.
Hargrave era un excelente experimentador y sus modelos estaban muy bien construidos. Poseedor del optimismo esencial para un inventor y de una gran perseverancia, no se dejaba desanimar por los fracasos fácilmente. Modesto y sin afán de protagonismo, siempre rechazó patentar sus invenciones y su único interés para alcanzar el éxito era añadir sus experiencias a la suma del conocimiento humano. Muchos hombres despreciaron sus esfuerzos, y pocos tuvieron fe en los progresos que se derivarían de su trabajo. Una excepción fue Richard Threlfall, quien durante su presidencia de la Real Sociedad de Nueva Gales del Sur en mayo de 1895, habló de su "fuerte convicción de la importancia del trabajo de Hargrave para solucionar el problema del vuelo artificial". Threlfall se refirió a Hargrave como el "inventor del vuelo humano", y habló de la supuesta deuda de los hermanos Wright con Hargrave. La importancia del paso que dio en la conquista del aire se mide por sus consecuencias posteriores, y debería ser recordado como un importante experimentador e inventor, que "probablemente hizo tanto por la comprensión de la dinámica del vuelo como cualquier otro investigador en solitario".

## Reconocimientos
- Un grabado con la imagen de Lawrence Hargrave junto a algunos de sus planeadores figura en el reverso del billete de 20 dólares australianos utilizado entre 1966 y 1994.
- Un hito de piedra con una placa situado en la colina de Bald Hill conmemora su exitosa primera ascensión con sus cometas.
- Lawrence Hargrave Drive es una carretera que prolonga la antigua Carretera Princes en Helensburgh.
- Se organizó en noviembre de 1994 una celebración del centenario y una recreación del vuelo de Hargrave en el Parque de la Playa de Stanwell.
- La cátedra Profesor Lawrence Hargrave de Ingeniería Aeronáutica en la Universidad de Sídney y la Biblioteca de Ingeniería y Ciencias Hargrave-Andrew en la Universidad de Monash están nombradas en su honor.
- La aerolínea más grande de Australia, Qantas, bautizó su quinta aeronave Airbus A380 (matrícula VH-OQE) con el nombre de Lawrence Hargrave.
- Un nuevo edificio de tecnología en su escuela de Kirkby Lonsdale, Inglaterra, se nombró en su honor en 2017.
- En 1988 se inauguró en la base del monte Keira una escultura que representa a Lawrence Hargrave, obra de Bert Flugelman.